# Neaux
Neaux ist eine französische Gemeinde mit 479 Einwohnern (Stand: 1. Januar 2022) im Département Loire in der Region Auvergne-Rhône-Alpes. Sie gehört zum Arrondissement Roanne und zum Kanton Le Coteau. Die Einwohner werden Novalien(ne)s genannt.

## Geographie
Die Gemeinde Neaux liegt etwa elf Kilometer südöstlich von Roanne zwischen den Flüssen Gand und Écoron. Im Norden begrenzt der Fluss Rhins die Gemeinde, in den hier der Gand und der Écoron einmünden. Umgeben wird Neaux von den Nachbargemeinden Pradines im Norden, Régny im Nordosten, Saint-Symphorien-de-Lay im Osten und Südosten, Neulise im Süden, Vendranges im Südwesten, Saint-Cyr-de-Favières im Westen sowie Notre-Dame-de-Boisset im Nordwesten. Durch die Gemeinde führt die Route nationale 7.

## Bevölkerungsentwicklung
| Jahr                       | 1962 | 1968 | 1975 | 1982 | 1990 | 1999 | 2006 | 2014 | 2021 |
| -------------------------- | ---- | ---- | ---- | ---- | ---- | ---- | ---- | ---- | ---- |
| Einwohner                  | 391  | 374  | 364  | 383  | 446  | 443  | 441  | 494  | 479  |
| Quellen: Cassini und INSEE |      |      |      |      |      |      |      |      |      |

## Sehenswürdigkeiten
- Kirche Sainte-Marguerite, 1830 erbaut, 2010 restauriert
- Steinbruch

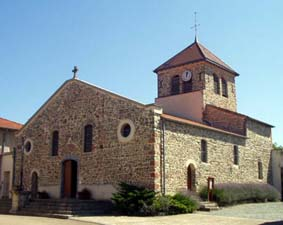
Kirche Sainte-Marguerite
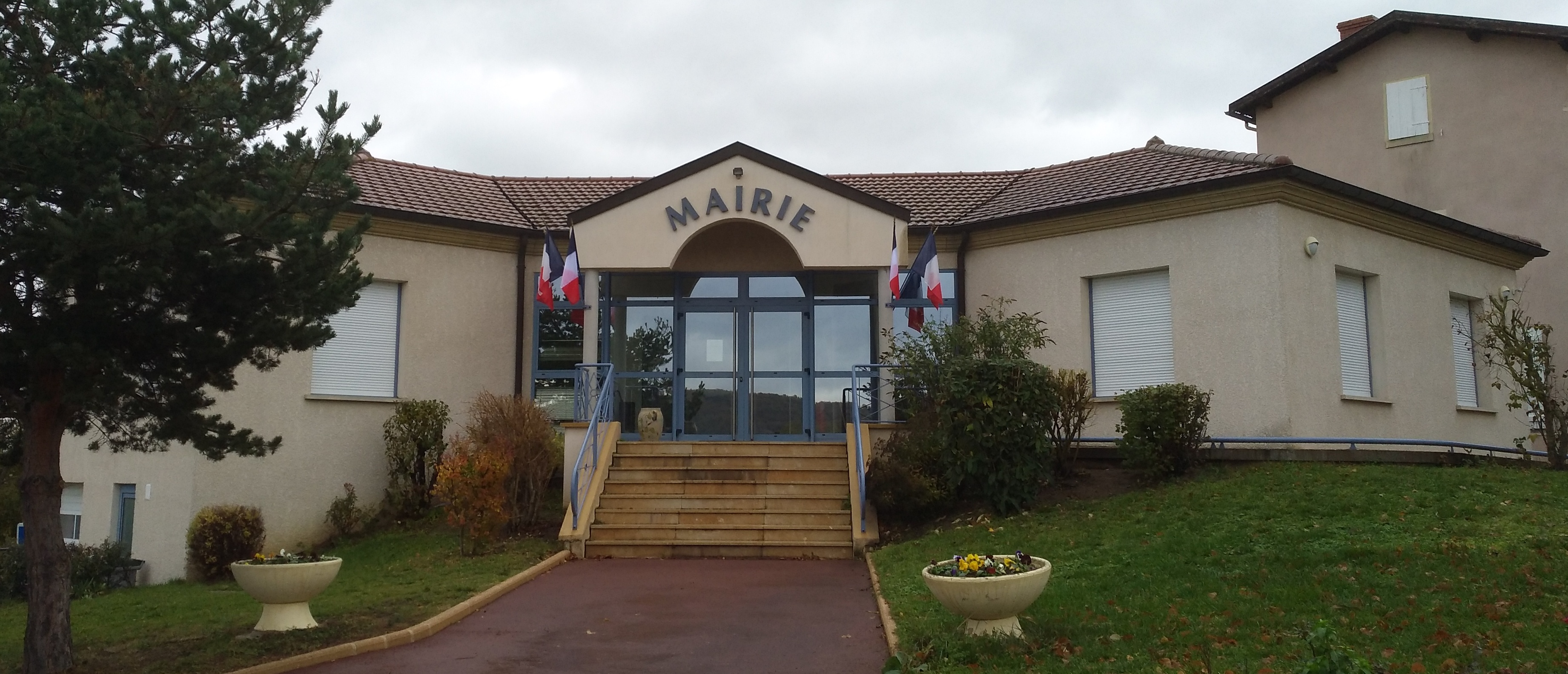
Mairie
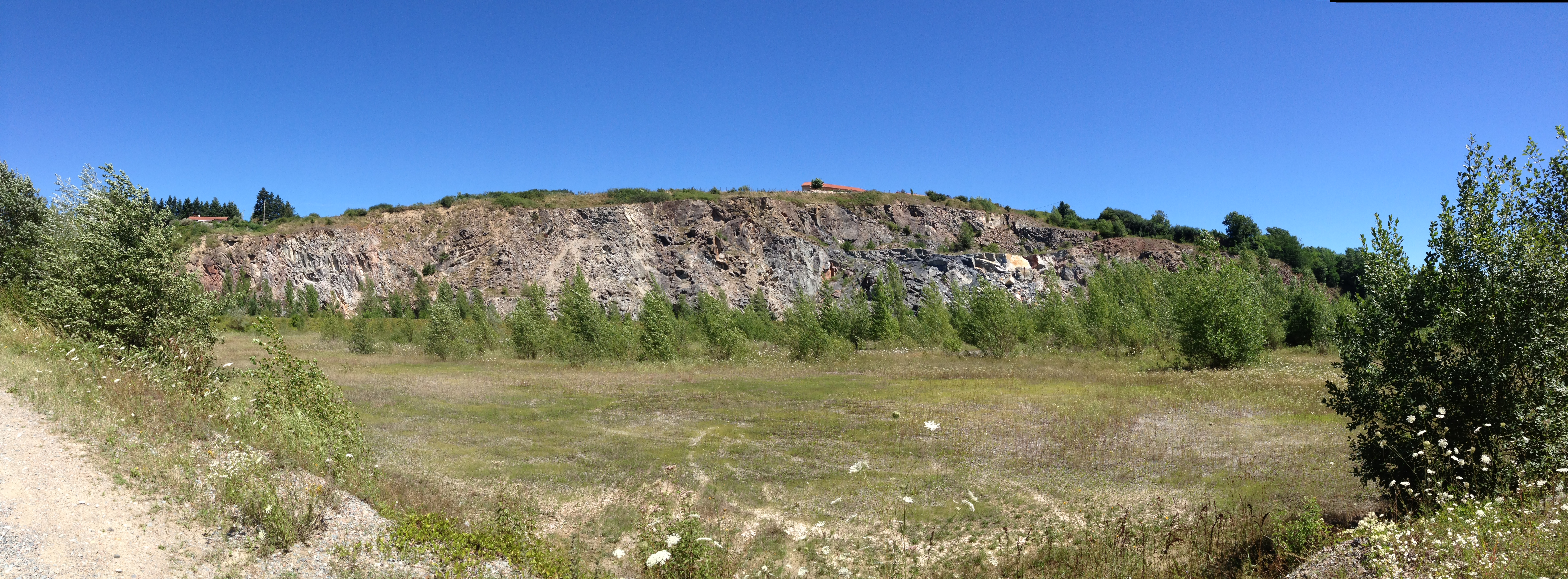
Steinbruch
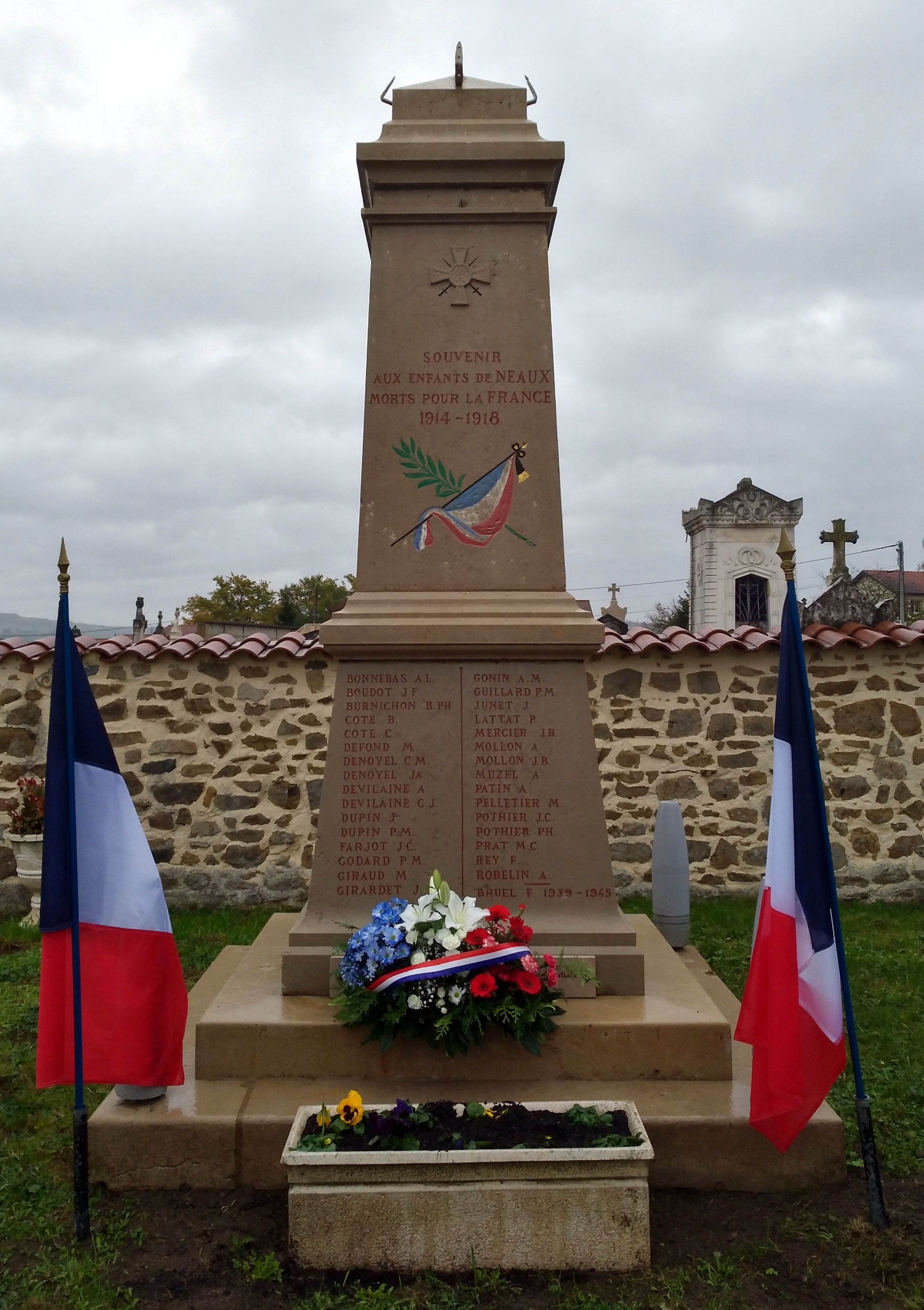
Gefallenendenkmal